# ضریب ظرفیت

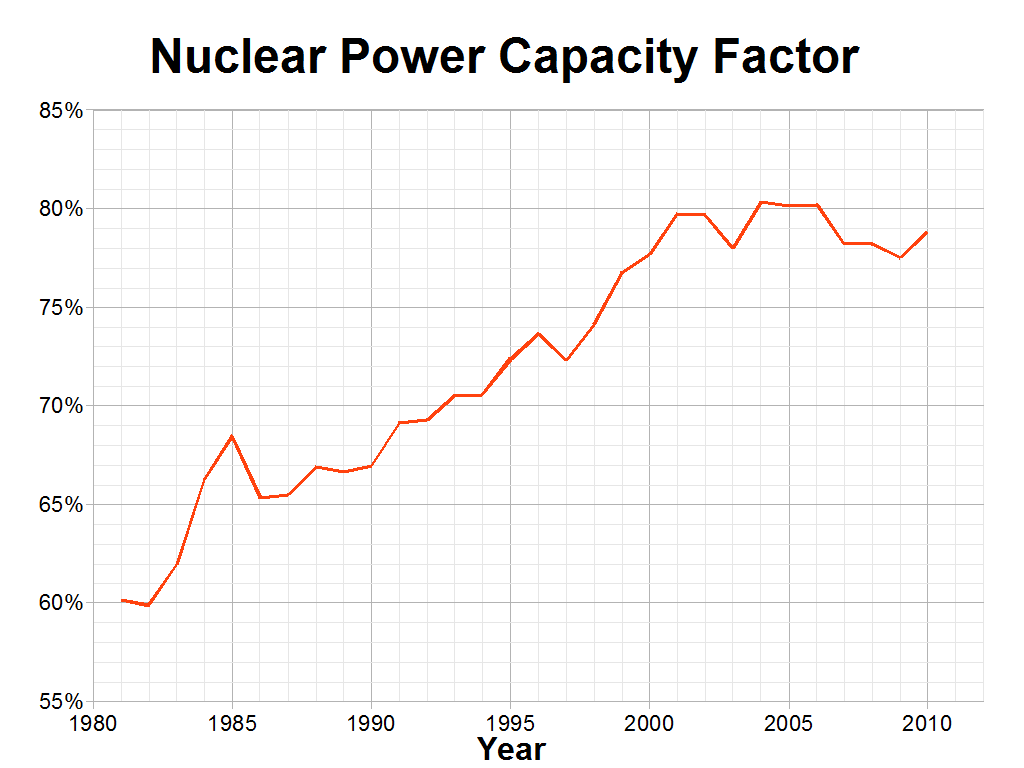
ضریب ظرفیت قدرت هسته‌ای

ضریب ظرفیت یک نیروگاه، نسبت خروجی واقعی آن در یک بازهٔ زمانی به خروجی بالقوهٔ آن، در حالتی‌ست که به‌طور مداوم در همان بازهٔ زمانی، با ظرفیت اسمیِ کامل‌اش فعالیت کند. برای محاسبهٔ ضریب ظرفیت، می‌بایست کل میزان انرژی تولیدی نیروگاه در یک بازهٔ زمانی مشخص را بر میزان انرژی‌ای که بر اساس ظرفیت کامل اسمی نیروگاه باید تولید شود، تقسیم نمود. ضریب ظرفیت یک نیروگاه، به‌شدت وابسته به نوع سوخت مصرفی و طراحی سیستم آن نیروگاه است.